# Арджента (Іллінойс)
Арджента (англ. Argenta) — селище (англ. village) в США, в окрузі Мейкон штату Іллінойс. Населення — 913 особи (2020).

## Географія
Арджента розташована за координатами 39°59′6″ пн. ш. 88°49′13″ зх. д. / 39.98500° пн. ш. 88.82028° зх. д. (39.985125, -88.820149).  За даними Бюро перепису населення США в 2010 році селище мало площу 1,70 км², уся площа — суходіл.

## Демографія
Згідно з переписом 2010 року, у селищі мешкало 947 осіб у 376 домогосподарствах у складі 271 родини. Густота населення становила 557 осіб/км².  Було 392 помешкання (231/км²).
Расовий склад населення:
| - 97,4 % — білих - 0,7 % — чорних або афроамериканців - 0,2 % — корінних американців - 0,1 % — азіатів |

До двох чи більше рас належало 1,6 %. Частка іспаномовних становила 0,4 % від усіх жителів.
За віковим діапазоном населення розподілялося таким чином: 26,3 % — особи молодші 18 років, 58,5 % — особи у віці 18—64 років, 15,2 % — особи у віці 65 років та старші. Медіана віку мешканця становила 38,7 року. На 100 осіб жіночої статі у селищі припадало 102,4 чоловіків;  на 100 жінок у віці від 18 років та старших — 94,4 чоловіків також старших 18 років.
Середній дохід на одне домашнє господарство  становив 69 891 долар США (медіана — 64 875), а середній дохід на одну сім'ю — 76 309 доларів (медіана — 70 865). За межею бідності перебувало 5,2 % осіб, у тому числі 4,0 % дітей у віці до 18 років та 11,3 % осіб у віці 65 років та старших.
Цивільне працевлаштоване населення становило 455 осіб. Основні галузі зайнятості: виробництво — 22,9 %, освіта, охорона здоров'я та соціальна допомога — 19,6 %, будівництво — 14,3 %.